# Церква Воскресіння Христового (Печеніжин)
Церква Воскресіння Христового в Печеніжині — втрачений дерев'яний греко-католицький храм у смт Печеніжині Печеніжинської громади Коломийського району Івано-Франківської области України.

## Відомості
Дерев'яна церква була збудована і освячена в 1775 році.
У 1908 році церкву розписав художник Модест Сосенко.
Спалена під час Другої світової війни.

## Парохи
- о. Іван Смериковський (1877—1915+)
- о. Лев Левицький (1920—1929+)
- о. Роман Петровський (1929—1931, адміністратор; 1931—1933)
- о. Іван Лотоцький (1933—[1938], адміністратор)

Сотрудники:
- о. Михайло Лакуста ([1886]—1889)
- о. Іван Госовачук (1889—1893)
- о. Роман Рудницький (1894—1898)
- о. Нестор Гавацький (1898—1903)
- о. Ілля Корнодоля (1904—1908)
- о. Ярослав Марчак (1908—1909)
- о. Григорій Дурделла (1909—1913)
- о. Григорій Зінько (1912—1913)
- о. Теодозій Куницький, ЧСВВ (1912—1913+)
- о. Дмитро Юліан (1913—[1914])
- о. Василь Саноцький (1913—[1914])
- о. Костянтин Левицький ([1925]—1927)
- о. Антін Пельвецький ([1929]—1930)
- о. Олександр Обушкевич (1930—1932)
- о. Данило Василь Кисілевський (1932—1933)
- о. Ольцький Т. Кризановський (1933—1936)
- о. Ізидор Лотодинський (1936—[1938])